# Derya Yanık
Derya Yanık (Osmaniye, Turquía, 1972) es una abogada y política turca, que se desempeñó como Ministra de Familia y Servicios Sociales de ese país entre 2021 y 2023.

## Biografía
Nació en 1972, en el distrito de Kadirli, entonces parte de la ciudad de Adana, parte actual de la ciudad de Osmaniye. Completó su educación primaria en el mismo distrito y su educación secundaria en la Adana Anatolian High School. Se graduó de la Facultad de Derecho de la Universidad de Estambul en 1995, con una licenciatura en leyes, y en 1996 completó su pasantía en derecho en el Colegio de Abogados de Estambul.
Entre 2004 y 2014, fue la primera mujer en presidir el Consejo Municipal de Estambul, y en 2006 actuó como vicealcaldesa de Estambul, mientras que el alcalde Kadir Topbaş visitó Londres.
Yanık es miembro de la Junta Directiva de la Fundación para la Mujer y la Democracia, y miembro de la Junta Ejecutiva y de Decisión Central del Partido Justicia y Desarrollo.  Dictó conferencias sobre "Filosofía política y textos políticos" durante un tiempo en el marco del ciclo de formación de la Academia Política organizado por el Partido de la Justicia y el Desarrollo. Se desempeñó como vicepresidente de la junta del sector de consultoría y educación en la Asociación de Empresarios e Industriales Independientes (MUSIAD).
Fue nombrada como Ministra de Familia y Servicios Sociales, en el 66° Gobierno de Turquía, por el presidente Recep Tayyip Erdoğan el 21 de abril de 2021. El mismo día, prestó juramento ante la Asamblea Nacional de Turquía, en reemplazo de Zehra Zümrüt Selçuk, quien se desempeñaba como Ministra de Trabajo, Familia y Asuntos Sociales.
En las elecciones parlamentarias de 2023 fue elegida a la Asamblea Nacional de Turquía en representación de Osmaniye. Asumió el cargo el 2 de junio y el 4 de junio cesó sus funciones como Ministra.